# 夏之旭
夏之旭（？—1647年），是明朝人。

## 生平
夏允彝之兄。為諸生。明亡後参與反清，曾策反吳勝兆。夏完淳被洪承疇處死。陳子龍死後，夏之旭因藏匿过陈子龙，自知不保，寫有《绝命词》，五月二十五日自縊于孔廟。此案牽連千餘人，包括一名代理县官，土国宝稱“兜捕之後，凡能咀嚼者一人不留”。